# Медаль «За Варшаву 1939—1945»
Медаль «За Варшаву 1939—1945» (пол. Medal za Warszawę 1939-1945) — польская военная награда, учреждённая в октябре 1945 года. Награждение медалью производилось  «за активное участие в обороне Варшавы в сентябре 1939 года, за участие в варшавском подполье и в Варшавском восстании 1944 года, за активное участие в освобождении города от немецко-фашистских захватчиков в январе 1945 года». Медалью «За Варшаву 1939—1945» награждались и иностранные граждане. Вручалась вплоть до 8 мая 1999 года.

## Описание
Медаль «За Варшаву 1939—1945» учреждена Декретом Государственного Совета ПНР от 26 октября 1945 года. Этим же Декретом было утверждено Положение о медали и её описание. Медаль имела одну степень и награждение ею производилось один раз.
Медаль «За Варшаву 1939—1945» имеет круглую форму и диаметр 33 мм, изготавливалась из бронзы.
На лицевой стороне медали помещено изображение сирены со щитом в левой руке и мечом в правой руке — герб города Варшавы — и три волнистые полоски. По нижнему краю окружности отчеканена надпись: «ZA WARSZAWĘ», по верхнему краю — даты: «1939» и «1945». Между надписью и датами слева и справа помещено изображение двух горящих факелов. Изображение сирены окаймлено по окружности бортиком.
На оборотной стороне медали отчеканена надпись в четыре строки «RP / OBROŃCOM / BOJOWNIKOM / OSWOBODZICIELOM». Под надписью помещена композиция, составленная из дубового листа и трех желудей.
Все надписи и изображения на медали выпуклые. С обеих сторон медаль окаймлена бортиком.
В верхней части медали имеется ушко с кольцом, с помощью которого медаль крепится к ленте.
Существует разновидность медали, у которой оборотная сторона гладкая матовая.
Лента медали «За Варшаву 1939—1945» — шёлковая муаровая красного цвета, шириной 35 мм, с двумя продольными полосами жёлтого цвета по бокам. Ширина продольных полос — 4 мм.
Медаль «За Варшаву 1939—1945» носится на левой стороне груди, после юбилейной медали «40-летие Народной Польши».

## Награждение
В 1946 году министром обороны предоставлено право присуждать медаль военным командирам районов, командирам 1, 2, 3, 4 и 6 Пехотной дивизии, командиру 1-й Варшавской кавалерийской дивизии и Главе Совета Союза борцов за свободу и демократию. С 1958 года право присуждать медаль получил Государственный Совет, а после 1989 года президент Польши.
Согласно закону от 16 октября 1992 года награждение медалью было прекращено с 8 мая 1999 года.
Всего было произведено 131242 награждений. Среди первых награждённых медалью «За Варшаву 1939—1945» были первый президент Польши Б. Берут, В. Гомулка, Маршал Польши М. Роля-Жимерский, генералы В. Корчиц, С. Поплавский, А. Завадский и Ю. Роммел, полковник М. Мочар (по политическим мотивам большинство членов Армии Крайовой этой медалью не награждались).